# Jai Hind
La parola Jai Hind è la più comune forma di saluto militare della lingua hindi. Essa è utilizzata sia nell'incontrarsi, sia nell'accomiatarsi, rivolgendosi a una o più persone a cui si dà negli ambienti militari.
In passato era un grido di guerra e di slogan tra gli indipendentisti indiani tra il XVIII ed il XIX secolo.